# Peter Stoll (Ökologe)
Peter Stoll (* 18. Februar 1963 in Stein am Rhein) ist ein Schweizer Pflanzenökologe und Hochschullehrer an der Universität Basel.

## Leben
Peter Stoll studierte zwischen 1983 und 1990 Biologie und Pflanzenbauwissenschaften an der Universität Bern und der Universität Basel. 1995 wurde er an der Universität Zürich promoviert am Institut für Umweltwissenschaften. Zwischen 1995 und 2001 folgten Forschungsaufenthalte am Swarthmore College (Pennsylvania, USA), an der Harvard University (Massachusetts, USA), an der Royal Veterinary and Agricultural University (Kopenhagen, Denmark) und an der Hokkaido University (Sapporo, Japan). Stoll habilitierte in Pflanzenökologie. Zwischen 1997 und 2000 war Stoll Dozent an der Universität Bern am Institut für Pflanzenwissenschaften und seit 2001 Wissenschaftlicher Mitarbeiter und Dozent an der Universität Basel am Institut für Naturschutzbiologie.
Peter Stoll ist Mitglied der Blues-Band "RAMP" (Gitarre, Mandoline, Gesang).

## Forschung
Stolls Forschungsschwerpunkte liegen im Bereich der computergestützten Naturschutzbiologie:
- Raummuster und Dynamik experimenteller Pflanzengemeinschaften
- Modellierung von pflanzlichem Konkurrenzverhalten
- Nachbarschaftsanalysen in einem artenreichen Tropenwald
- Auswirkungen von Habitat-Fragmentierung auf Populationen und genetische Variabilität